# Herb gminy Raczki
Herb gminy Raczki – symbol gminy Raczki.

## Wygląd i symbolika
Herb przedstawia na tarczy w polu czerwonym srebrną lilię heraldyczną, przepasaną złotym pierścieniem. Jest to godło z herbu Gozdawa, którym posługiwał się związany z terenami gminy ród Paców.